# Josef Hála
Josef Hála (1. listopadu 1928 Písek – 15. listopadu 2019 Praha) byl český klavírista, cembalista a hudební pedagog (od roku 1960 vyučoval jako profesor na AMU). Proslul brilantní technikou, všestrannou erudicí a rozsáhlým repertoárem, od baroka po hudbu současnosti.
Studiu klavírní hry se věnoval od roku 1946 u profesora Františka Maxiána, u něhož také v roce 1951 absolvoval na AMU.
V letech 1952–1956 a opět od roku 1980 byl členem Sukova tria. Spolupracoval také se Smetanovým triem, Českým triem a dalšími komorními ansámbly. Pravidelně koncertoval a nahrával s předními světovými sólisty (například Christianem Ferrasem, Henrykem Szeryngem, Wandou Wilkomirskou, Josefem Sukem mladším, Ladislavem Jáskem, Shizukou Ishikavou) a řadou orchestrů v Evropě a Japonsku (nahrávky pro Supraphon, RCA Victor, Nippon Columbia, Panton, Opus a také pro české i zahraniční rozhlasové a televizní společnosti). Jako sólista a komorní hráč koncertně vystupoval v Evropě, Americe, Africe a Asii (zejména v Japonsku, kde dlouhodobě působil i jako pedagog).
Od roku 1960 do poloviny 80. let byl cembalistou souboru Ars rediviva, s nímž realizoval řadu významných nahrávek na gramofonové desky.
Za své interpretační mistrovství obdržel mnoho prestižních ocenění, např.cenu francouzské kritiky za soubornou nahrávku cembalových koncertů Jiřího Antonína Bendy, kde je také autorem realizace cembalového partu a kadencí. (Podrobněji: Diskografie Ars rediviva)